# Igreja de São Pedro (Peniche)
A Igreja de São Pedro localiza-se em São Pedro, na freguesia, na baixa da cidade e no Município de Peniche, região Oeste portuguesa.
Está classificada como Imóvel de Interesse Público desde 1996.

## História
A igreja foi erguida ao final do século XVI. Foi ornamentada entre os finais do século XVII e o início do século XVIII com motivos barrocos, de que é exemplo a capela-mor.

## Características
A sua frontaria divide-se em três partes. Ao centro, encontra-se um nártex, com um arco de volta perfeita sobre duas pilastras quadrangulares que o sustentam. Um pouco acima deste, abre-se um óculo circular e, acima deste, um frontão triangular, rematando a empena. No lado direito da fachada, encontra-se uma torre sineira, encimada por um coruchéu.
O seu interior é constituído por uma grande nave central e duas naves laterais. Na nave central destacam-se a capela-mor, sob a invocação de São Pedro, e o seu retábulo-mor em talha dourada barroca, assim como diversas pinturas do século XVIII ilustrando episódios da vida do santo, tais como Quo vadis? e A pesca milagrosa, da autoria de Pedro Peixoto.  Destacam-se os altares invocaçando o Senhor do Bonfim, Nossa Senhora da Boa Viagem e São Pedro de Alcântara, de talha dourada barroca.
Na sacristia encontra-se uma pintura barroca representando a Sagrada Família, datando possivelmente de finais do século XVII.

### Órgão
A igreja tem um órgão construído em 1771 pelo italiano Pietro Antonio Boni, responsável pela manutenção de instrumentos da Sé Patriarcal de Lisboa. Pelo estado gasto das teclas e de outros mecanismos, a paróquia acredita que o instrumento terá tido muito uso durante 160 anos. O órgão tem mais de meio milhar de tubos.   